# 고예림
고예림(1994년 6월 12일~)은 대한민국의 배구 선수이며, 현재 페퍼저축은행 AI 페퍼스 소속이다.

## 선수 경력
2013년 9월 10일 열린 2013-2014시즌 여자 신인 선수 드래프트에서 1라운드 2순위로 대전 KGC인삼공사 배구단로 지명된 뒤, 1라운드 지명권을 양도받은 한국도로공사에 입단하였다. 입단 당시부터 하얀 피부와 단아한 외모로 주목을 받았으며 외모와 비례하는 실력까지 갖추며 화제가 되었다. 2016-2017시즌 후 박정아의 보상선수로서 IBK기업은행에 이적하였으며, IBK 이적 후에 도로공사에서 못 보여줬던 활약을 보여줬다. 2018-2019 시즌이 끝나고 FA 자격을 얻어, 수원 현대건설 힐스테이트로 이적하였다. 2024-2025 시즌이 끝나고 FA 자격을 얻어, 페퍼저축은행 AI 페퍼스로 이적하였다.

## 약력
- 인천함박초등학교 배구부에서 배구입문
- 중앙여자중학교
- 강릉여자고등학교
- 김천 한국도로공사 하이패스(2013~2017)
- 화성 IBK기업은행 알토스(2017~2019)
- 수원 현대건설 힐스테이트(2019~)

## 수상 경력

### 개인
- 2013년 제68회 전국 남녀종별 배구선수권대회 여고부 수비상
- V-리그 여자부 신인선수상: 2014

## 방송 경력

### 개인
- 2020년 6월7일 집사부일체 123회